# Foeni (Timiș)

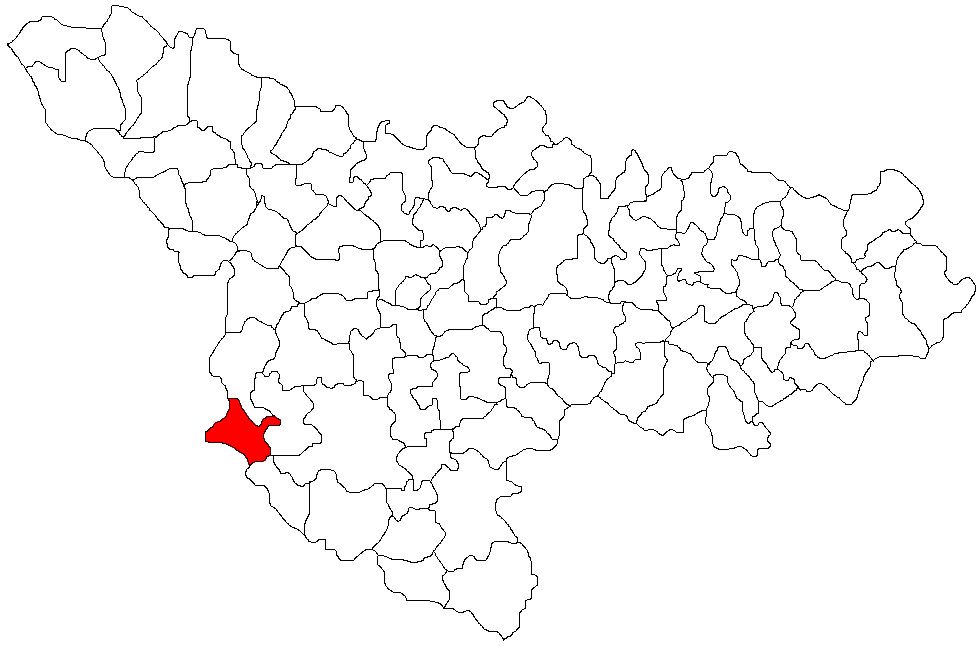
Lage der Gemeinde Foeni im Kreis Timiș

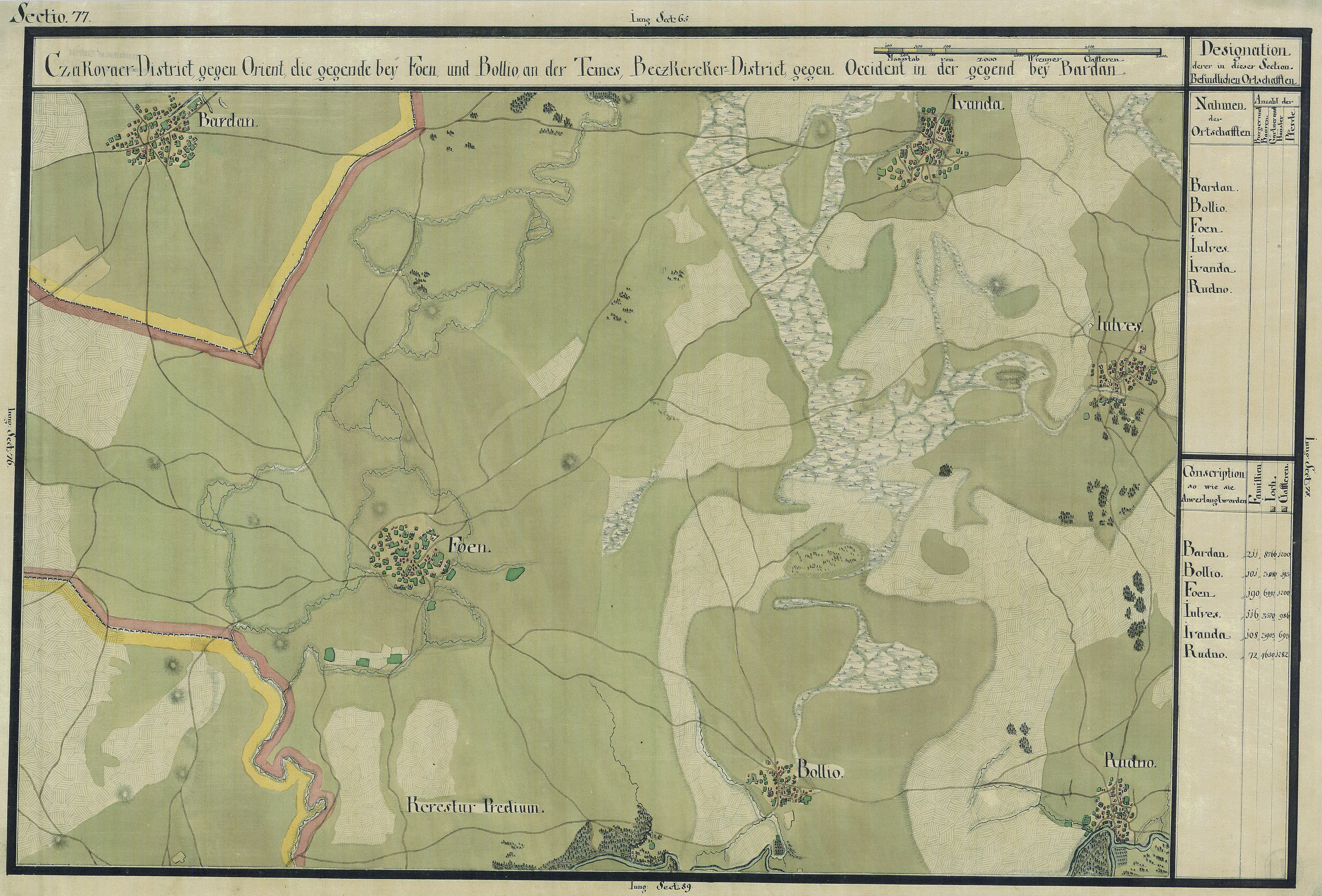
Foeni auf der Josephinischen Landaufnahme (1769–1772)

Foeni (deutsch Föen, ungarisch Fény, serbisch Venj oder Fenj) ist eine Gemeinde im Kreis Timiș, in der Region Banat, im Südwesten Rumäniens. Zu der Gemeinde Foeni gehört auch das Dorf Cruceni.

## Geografische Lage
Foeni liegt im Südwesten des Kreises Timiṣ, an der Grenze zu Serbien, in 42,1 Kilometer Entfernung von Timișoara und 39,9 Kilometer von Deta. Foeni befindet sich am Drum național 59B Cărpiniș–Deta.

## Nachbarorte
| Serbien | Iohanisfeld                                 | Giulvăz |
| Serbien | Kompassrose, die auf Nachbargemeinden zeigt | Rudna   |
| Serbien | Cruceni                                     | Gad     |

## Geschichte
Bereits während der Römerzeit gab es hier ein Kastell namens Castrum Bacaucis.
Im Mittelalter fand in Vadum Arenarum bei Foeni an der Temesch eine Schlacht zwischen dem Königreich Ungarn und dem bulgarischen Woiwoden Glad statt, der die Petschenegen, Walachen und Bulgaren anführte.
Urkundlich wurde Föen 1289 erstmals erwähnt, als der ungarische König Ladislaus III. hier den Reichstag abhielt. Im 18. Jahrhundert war Foeni im Besitz der ungarischen Adelsfamilie Mocsonyi und 1400 im Besitz der Familie Chaak (auch Ksaky/Ksaki).
Auf der Josephinischen Landaufnahme von 1717, war der Ort Foen eingetragen. Nach dem Frieden von Passarowitz (1718), als das Banat eine Habsburger Krondomäne wurde, war Foen Teil des Temescher Banats.
Am 4. Juni 1920 wurde das Banat infolge des Vertrags von Trianon dreigeteilt. Der größte, östliche Teil, zu dem auch Foeni gehört, fiel an das Königreich Rumänien. Seitdem ist die amtliche Bezeichnung des Ortes Foeni.

## Demografie
Die Bevölkerungsentwicklung der Gemeinde Foeni:
| 1880 | 2432 | 1464 | 439  | 62 | 467             |
| 1910 | 3011 | 1241 | 1205 | 49 | 516             |
| 1930 | 2962 | 1377 | 1096 | 42 | 447             |
| 1977 | 1926 | 1038 | 594  | 12 | 282             |
| 2002 | 1713 | 1274 | 299  | 2  | 138             |
| 2021 | 1500 | 1121 | 166  | 2  | 211 (80 Serben) |

## Touristische Attraktionen
- Kastell Mocioni[4]
- Kapelle und Krypta der Familie Mocioni[5]